# Provincia Lunda Sul
Lunda Sul este o provincie în Angola.

## Municipalități
- Cacolo
- Dala
- Muconda
- Saurimo